# Erik Sprunk-Jansen
Erik Sprunk-Jansen (født 1. april 1937 på Frederiksberg) er en dansk ingeniør og forhenværende erhvervsleder.
Sprunk-Jansen er civilingeniør (Kemi) med udmærkelse 1960 fra Den polytekniske Læreanstalt, nu DTU. I 2004 modtog han Grønlands Hjemmestyres Fortjenstmedalje i sølv.

## Karriere
1960 – 1973 ansat hos Haldor Topsøe; 1962 chef for Haldor Topsøes Siliciumfabrik, Topsil (som blev Europas næststørste), 1972 chef for den samlede Siliciumaktivtet og Fabrikschef.
1973 – 1987 adm. direktør for bjergværksselskabet Greenex A/S, som drev zink/bly bjergværket i Maarmorilik i Nordvestgrønland. I en årrække var det ”Europas” største zinkmine og tegnede sig desuden for 50% af Grønlands GNP.
1987 – 2003 koncernchef og adm. direktør for medicinalvirksomheden H. Lundbeck A/S, som i disse år voksede fra at have ca. 400 ansatte i Europa til 6000 fordelt over hele jorden i mere end 50 datterselskaber. Selskabet, som var fondsejet, blev børsført i 1999 og voksede i disse år 100 gange i værdi fra en børsværdi på ca 400 mil. kr. til ca 40 mia. Fra at være en typisk gammeldags farmavirksomhed med alle mulige produkter blev virksomheden i disse år brandet som specialistvirksomheden inden for lægemidler til psykiske sygdomme.
Fra sin pensionering i 2003 har Erik Sprunk-Jansen drevet virksomhed inden for naturmedicin,
Virksomheden Sprunk-Jansen A/S modtog i 2005 Frost&Sullivans internationale iværksætterpris.
Virksomheden havde afdelinger i Danmark, USA og Litauen og beskæftigede ca. 30 personer.
Efter en konkurs i 2010 stiftede Erik Sprunk-Jansen CleverCeutical ApS, nu Sprunk-Jansen ApS også inden for naturmedicin.

## Andre poster
Eksterne bestyrelsesposter: Saga Petroleum Danmark 1975-80; Cominco Holdings BV, Holland 1978-86; Larsen&Nielsen 1982-92; Exploration Minera Espana, Spanien 1980-84; Boliden Grønland 1986-87; Nunaoil 1987-97; Sterling Airways 1988-93; Dansk Olie og Naturgas Produktion 1989-94; NTR Holding 1987-2008; Erhard Jakobsen Fonden 1987-92; Cross Atlantic Partners Inc 1993-2004; TDC 1998-2003; Privathospitalet Hamlet 1994-2005; Nalunaq Gold Mine 2005-07. 
Formand for bestyrelsen for Greenland Resources 1997-99.
Andre poster: Formand for Foreningen af danske virksomheder i Grønland 1977-87, for Foreningen af danske kemiske industrier 1992-96 og for Danish American Business Forum 2002-03; Dansk Arbejdsgiverforenings repræsentant i EF´s stående udvalg for sikkerhedsforhold i miner 1977-87; 
Medlem af rektors Advisory Group ved DTU 2002-08.
Bosat på Østerbro i København.